# Gällivare tingslag
Gällivare tingslag (före en tidpunkt omkring 1940  benämnt Gällivare lappmarks tingslag) var ett tingslag i Norrbottens län i norra Lappland. Ytan var 1934 16 943 km², varav land 15 996, och där fanns 20 170 invånare. Tingsställe var Gällivare kyrkostad.
Tingslaget bildades 1751 genom en utbrytning ur Jokkmokks lappmarks tingslag. Tingslaget upplöstes 1971 och verksamheten överfördes till Gällivare tingsrätt.
Tingslaget hörde till 1820 till Västerbottens södra kontrakts domsaga, 1820–1838 till Norrbottens domsaga, 1839–1876 till Norrbottens norra domsaga, 1877–1903 Kalix domsaga och från 1904 Gällivare domsaga.

## Socknar
Gällivare tingslag bestod av följande socknar:
- Gällivare socken

## Kommuner
Tingslaget bestod den 1 januari 1952 av följande kommuner:
- Gällivare landskommun

## Tingshus
1889 uppfördes ett tingshus i Gällivare ritat av Carl Österman. Byggnaden revs sommaren 1953 och på tomten uppfördes ett kombinerat tingshus och förvaltningsbyggnad för Gällivare landskommun. 